# Mas Isern i capella romànica
El Mas Isern i capella romànica és un conjunt de Rupià (Baix Empordà) protegit com a Bé Cultural d'Interès Local.

## Descripció
Mas de planta rectangular amb carener perpendicular a la façana i coberta a dues aigües. La volumetria del mas és de planta baixa i dos pisos en el cos principal. En la resta de zones només hi ha planta baixa. Actualment hi ha algunes parts de la façana arrebossades. La pedra queda al descobert en les llindes i muntants de les obertures. A la llinda hi ha la data 1785.
Hi ha construccions aïllades: coberts i un paller.